# İbrahim Öztürk
İbrahim Öztürk (* 21. Juni 1981 in Kayseri) ist ein türkischer Fußballspieler.

## Karriere

### Vereine
Öztürk begann seine professionelle Laufbahn bei seinem Heimatklub Kayseri Erciyesspor. Nach nur einer Saison jedoch verließ er Erciyesspor und wechselte zu Karamanspor. Für Öztürk ging es immer weiter nach oben. Nach Karamanspor wechselte er zu MKE Kırıkkalespor und danach zu Altay Izmir in die 2. Liga. Seine Leistungen machten sich in der Süper Lig bemerkbar, weshalb ihn im Sommer 2008 Bursaspor verpflichtete.
Zur Saison 2014/15 stellte Bursaspor mit Şenol Güneş einen neuen Cheftrainer ein. Dieser setzt Öztürk zum Saisonstart in einigen Spielen ein, suspendierte ihn aber im Oktober 2014 zusammen mit dessen Teamkollegen Ferhat Kiraz aus dem Mannschaftskader. Nachdem Öztürk zwei Monate mit der Reservemannschaft trainierte und über mehrere Wochen keine Lohn erhalten hatte, schickte er seinem Klub eine Mahnung. Sein Verein überwies daraufhin drei Tage vor Fristablauf die ausstehenden Gehaltszahlungen und verhinderte so die ablösefreie Freistellung Öztürks.
Mit dem Start der Wintertransferperiode 2014/15 wechselte Öztürk innerhalb der Süper Lig zum zentralanatolischen Vertreter Sivasspor. Mit der Mannschaft stieg er nach der Saison 2015/16 in die zweite Liga ab.

### Nationalmannschaft
Öztürk wurde 2010 im Rahmen eines Freundschaftsspiels gegen die niederländische Nationalmannschaft vom Nationalcoach Guus Hiddink in den Kader der türkischen Nationalmannschaft nominiert. In dieser Begegnung saß Öztürk allerdings auf der Ersatzbank und wurde nicht eingesetzt.

## Erfolge
Mit Bursaspor
- Türkischer Meister: 2009/10
- Tabellendritter der Süper Lig: 2010/11
- Tabellenvierter der Süper Lig: 2012/13
- Türkischer Pokalfinalist: 2011/12

Sivasspor
- Meister der TFF 1. Lig und Aufstieg in die Süper Lig: 2016/17

Mit Altay İzmir
- Meister der TFF 2. Lig und Aufstieg in die TFF 1. Lig: 2017/18